# Костадин Язов
Д-р Костадин Василев Язов е български политик, народен представител в XLI народно събрание от политическа партия ГЕРБ.

## Биография
Костадин Язов е роден на 3 март 1977 година в град Рудозем, България. Язов завършва средното си образование в Техникума по механотехника в гр. Пловдив и след това завършва инженерна физика с две специалности: „Атомна и ядрена физика“ и „Лазерни техники и технологии“ в Пловдивския университет. Магистър по „Макроикономика“ и по „Сигурност в публичния и частния сектор“.
На 5 юли 2009 година е избран за народен представител в XLI народно събрание от 16-и Многомандатен избирателен район: Пловдив-град от политическа партия ГЕРБ. Преди това е собственик на строителна фирма. През месец април 2013 година защитава публично дисертационен труд на тема „Рискове и заплахи за информацията в съвременната среда за сигурност“, в резултат на което му е присъдена образователната и научна степен „доктор по дипломация и сигурност“.
С Решение на Съвета на директорите на „Български енергиен холдинг“ ЕАД от 29 януари 2015 г. Костадин Язов е избран за зам.-председател на Надзорния съвет на „Електроенергиен системен оператор“ ЕАД.